# MOLアレーナ
MOLアレーナ（MOL Aréna）は、スロバキア・ドゥナイスカー・ストレダにあるサッカー専用スタジアム。FC DAC 1904ドゥナイスカー・ストレダがホームスタジアムとして使用している。

## 概要
1953年に開場したが、2015年から4年間をかけて行われた大規模な改修工事によって当時の面影は無くなっている。改修後はUEFAスタジアムカテゴリーにおける最高ランクである星4つを獲得。改修中の2017-18シーズンからはガス会社のMOLに命名権を売却し、MOLアレーナ（MOL Aréna）と命名された。
このスタジアムでは過去に1度だけスロバキア代表の国際Aマッチが開催され、リトアニア代表との親善試合で2-2で引き分けた。

## ギャラリー

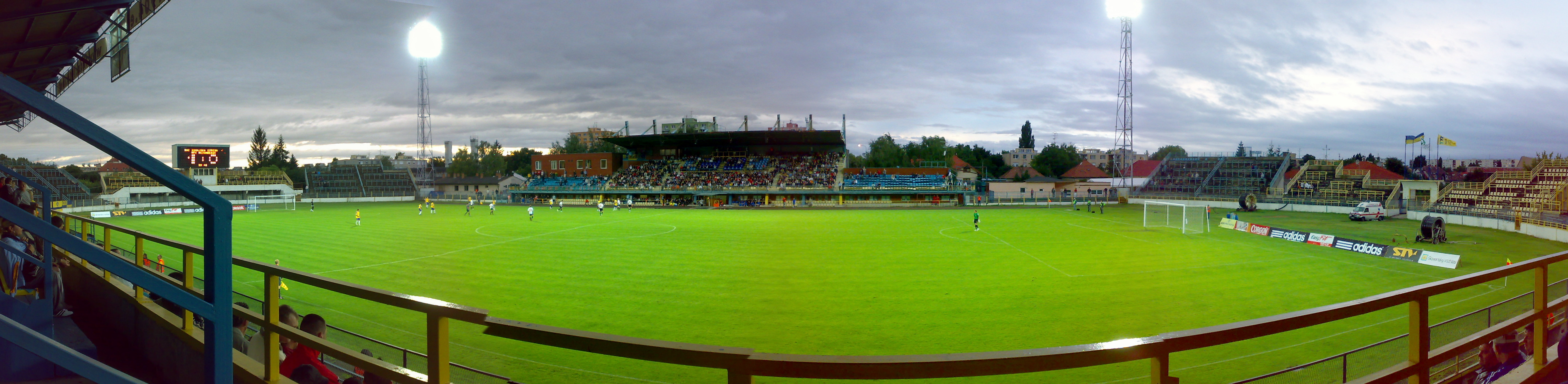
改修前のスタジアム (2009年)

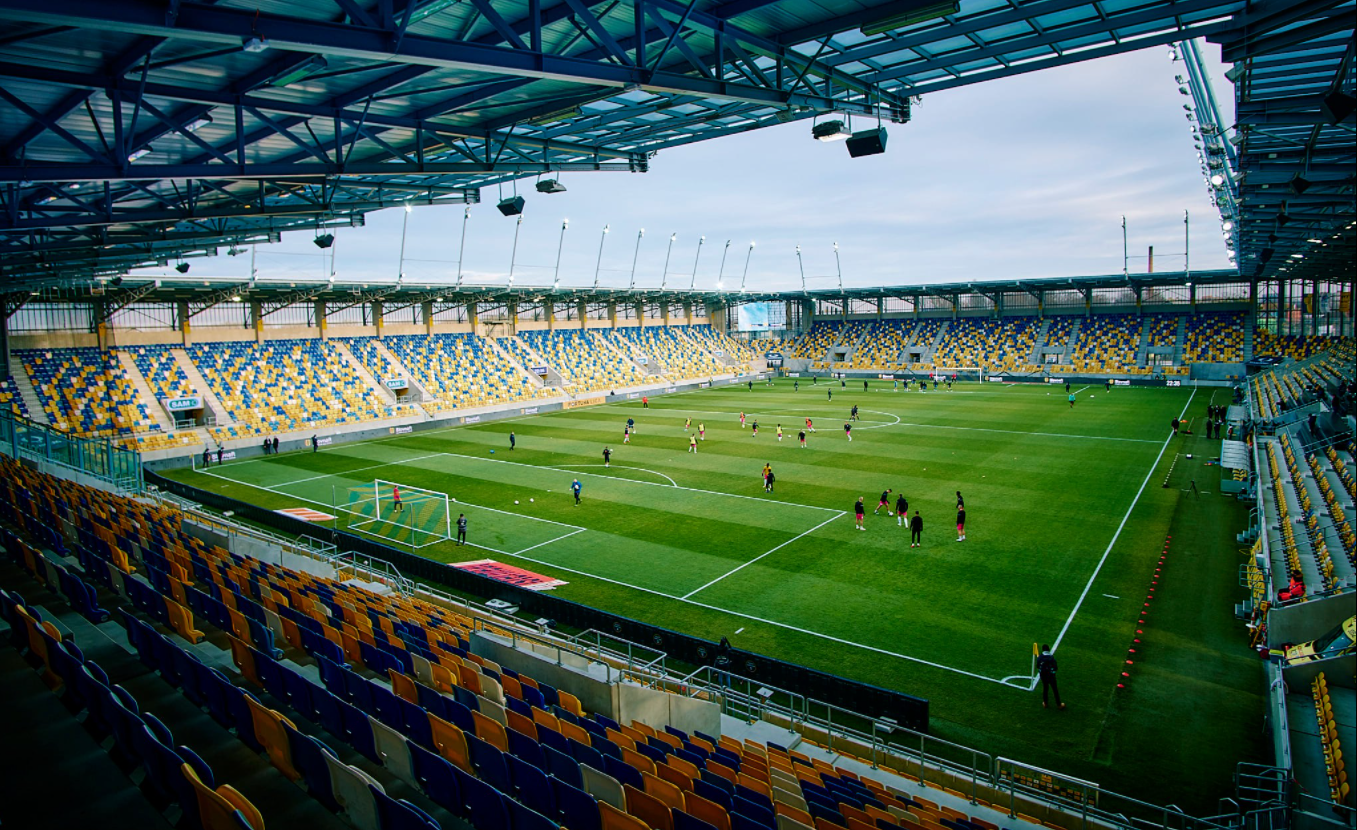
内観1
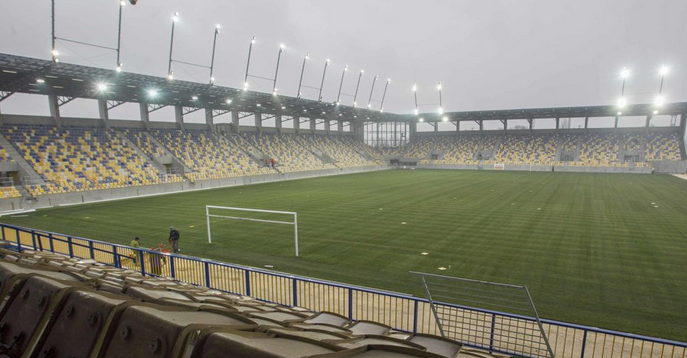
内観2
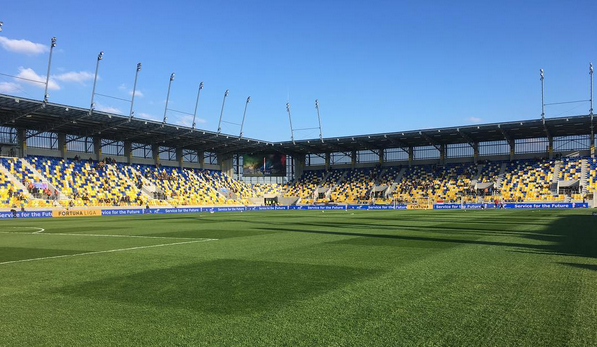
内観3